# Troilus și Cresida
Troilus și Cresida este o tragedie de William Shakespeare scrisă cel mai probabil în 1602. Așa cum protagonistul ei (Troilus) nu moare, piesa nu este o tragedie convențională. De aceea, uneori, piesa este catalogată drept comedie, dar alteori ca tragedie.
Acțiunea piesei se desfășoară pe parcursul ultimelor etape din Războiul Troian.

## Teatru radiofonic
- 1991 - Traducerea și adaptarea: Dan A. Lăzărescu. Regia artistică: Cristian Munteanu. În distribuție: Adrian Pintea, Mariana Buruiană, George Constantin, Mircea Albulescu, Constantin Dinulescu, Virgil Ogășanu, Corado Negreanu, Gelu Nițu, Nicolae Iliescu, Mihai Dinvale, Constantin Codrescu, Emil Hossu, Maia Morgenstern, Mirela Gorea, Dan Condurache, Sorin Gheorghiu, Ion Pavlescu. Regia de studio: Rodica Leu. Regia muzicală: Romeo Chelaru. Regia tehnică: ing. Vasile Manta.[1]